# Лиутгарда
Лиутгарда Саксонска (на немски: Liutgarde, Liutgarda, * 931 или 932, † 953) е принцеса от Отонската династия и чрез женитба херцогиня на Лотарингия. Тя е баба на Папа Григорий V и прабаба на Конрад II, първият император на Свещената Римска империя от Салическата династия.

## Биография
Тя е дъщеря на император Ото I и втората му съпруга Едит Английска (910 – 946 или 947), дъщеря на краля на Уесекс Едуард I Старши и Елфлида. Сестра е на Лиудолф (930 – 957), херцог на Швабия (950 – 954), крал на Италия (956 – 957).
Лиутгарда е омъжена през 947 г. за Конрад I (* 922, † 10 август 955), наричан „Червения“ от фамилията на Салиите, от 944 г. херцог на Лотарингия. Конрад придружава през 951 г. Ото I в неговия първи поход в Италия и при връщането му в Източнофранкското кралство през 952 г. е поставен за щатхалтер в Павия.
Лиутгарда е погребана в манастир Св. Албанус в Майнц.

## Деца
Лиутгарда и Конрад имат един син:
- Ото (* 948), херцог на Каринтия, женен за Юдит († 991), вероятно дъщеря на граф Хайнрих от Бавария, син на Арнулф I Лошия, херцог на Бавария.